# Reinhold Mack
Reinhold Mack (conosciuto come Mack) (Heidenheim an der Brenz, 25 agosto 1949) è un produttore discografico, e ingegnere sonoro tedesco.
È noto per le sue collaborazioni con le rock band Queen ed E.L.O..

## Discografia

### Produttore o co-produttore
- Electric Light Orchestra: Face The Music (1975)
- Electric Light Orchestra: A New World Record (1976)
- Electric Light Orchestra: Out of the Blue (1977)
- Electric Light Orchestra: Discovery (1979)
- Electric Light Orchestra: Xanadu (1980)
- Queen: The Game (1980)
- Queen: Flash Gordon (1980)
- Electric Light Orchestra: Time (1981)
- Queen: Hot Space (1982)
- Queen: The Works (1984)
- Roger Taylor: Strange Frontier (1984)
- Freddie Mercury: Mr. Bad Guy (1985)
- Queen: A Kind of Magic (1986)
- Heavy Pettin: Lettin Loose (1987)
- Extreme: Extreme (1989)
- Bonfire: Knock Out (1991)
- Bad Moon Rising - Bad Moon Rising (1991)
- Black Sabbath: Dehumanizer (1992)
- SBB: New Century (2005)

### Ingegnere del suono
- Sweet: Give Us a Wink (1976; sound engineer)
- Brian May & Friends: Star Fleet Project (1983, Mini Album; mixed by Mack)
- Queen: Live Magic (1986; recorded by Mack and David Richards)
- Queen: Live at Wembley '86 (1992; recorded by Mack)